# Виста-Серрана
Виста-Серрана (порт. Vista Serrana) — муниципалитет в Бразилии, входит в штат Параиба. Составная часть мезорегиона Сертан штата Параиба. Входит в экономико-статистический микрорегион Соза. Население составляет 3172 человека на 2006 год. Занимает площадь 61,361 км². Плотность населения — 51,7 чел./км².

## Статистика
- Валовой внутренний продукт на 2003 год составляет 5 492 835,00 реалов (данные: Бразильский институт географии и статистики).
- Валовой внутренний продукт на душу населения на 2003 год составляет 1744,31 реалов (данные: Бразильский институт географии и статистики).
- Индекс развития человеческого потенциала на 2000 год составляет 0,650 (данные: Программа развития ООН).